# Projekt 940
Projekt 940 (v kódu NATO India) je třída konvenčních ponorek Sovětského námořnictva. Jedná se o specializovaná záchranná plavidla, nesoucí miniponorky. Obě postavené ponorky již byly vyřazeny.

## Stavba

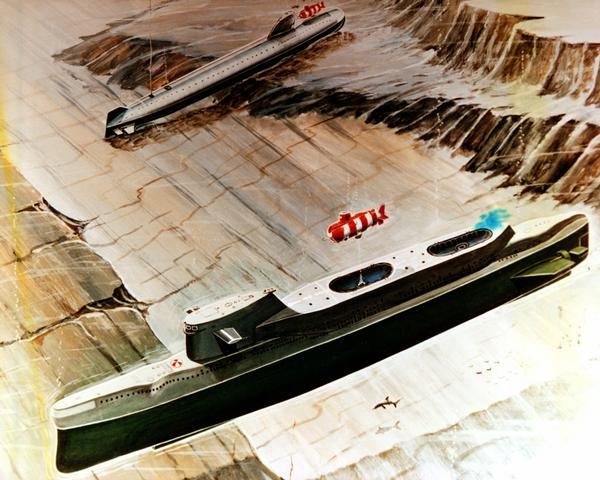
Ilustrace zobrazující nasazení ponorky třídy India v záchranné operaci

Dvě ponorky Projektu 640, pojmenované BS-203 a BS-486, byly v loděnici v Komsomolsku postaveny v letech 1975–1980. Jedna byla přidělena k Severní a druhá k Tichomořské flotile. V operační službě byly pouze do roku 1990, kdy byly převedeny do rezervy a v roce 1995.

## Konstrukce
Trup ponorek má dvoutrupou konstrukci. Ponorky nenesou výzbroj. Na hřbetě však nesou dvě miniponorky projektu 1837, sloužící k záchranným operacím či výzkumu. Miniponorky jsou vyrobeny z titanu, jsou vybaveny průlezem na horní i dolní straně. Pohonný systém tvoří dva diesely a dva elektromotory, roztáčející dva lodní šrouby. Nejvyšší rychlost je 15 uzlů na hladině a 10 uzlů pod hladinou.